# Alberto Jiménez Monteagudo
Alberto Jimenez Monteagudo (Valdeganga, 27 de setembre de 1974) és un exfutbolista i entrenador castellà, que jugava com a migcampista.

## Trajectòria
Va sorgir del planter de l'Albacete Balompié. Puja al primer equip la temporada 93/94, però el seu debut en lliga serà l'any següent, disputant cinc partits. Després d'un breu pas pel Corralejo, la temporada 95/96 juga 4 partits més de Primera amb els manxecs.
El 1996 recala a les files del CE L'Hospitalet i del Manchego de Ciudad Real. El 1997 s'incorpora al Recreativo de Huelva, amb qui puja a la Segona Divisió, tot començant una trajectòria de quasi una dècada per la categoria d'argent, tot passant per un bon grapat de clubs.
La 98/99 va ser titular amb el Recreativo l'any del retorn. Alberto va jugar 35 partits i va marcar un gol. A l'any següent fitxa pel CP Mérida, on la seua aportació es redueix i, a més a més, els extremenys baixen. La 00/01 recupera la titularitat a les files del Reial Múrcia CF, però si bé eixa campanya juga 34 partits i marca 2 gols, les xifres cauen fins a només 634 minuts a la temporada següent.
L'estiu del 2002 deixa Múrcia i passa a la UD Las Palmas, on qualla un bona temporada. La temporada 03/04, ara a les files de l'Algesires, realitza una campanya una mica irregular, i el seu club perd la categoria. La temporada 04/05 comença el seu declivi per la Segona, on ja no compta massa per al Xerez CD (18 partits), CD Numancia (5 partits) i de nou UD Las Palmas (altres 5 en dues temporades).
El 2008 fitxa pel Vecindario, un modest conjunt canari, i després s'incorpora al Lucena CF, que milita a la Segona B. En aquest equip hi penja les botes i pren la direcció esportiva per a la segona meitat de la temporada 08/09. Posteriorment entrena a altres equips de la Segona divisió B espanyola de futbol, entre ells el Cadis CF i des de 2014 és segon entrenador de la selecció AFE-España dirigida per Mikel Lasa Goikoetxea.